# Ruslan Aljachno

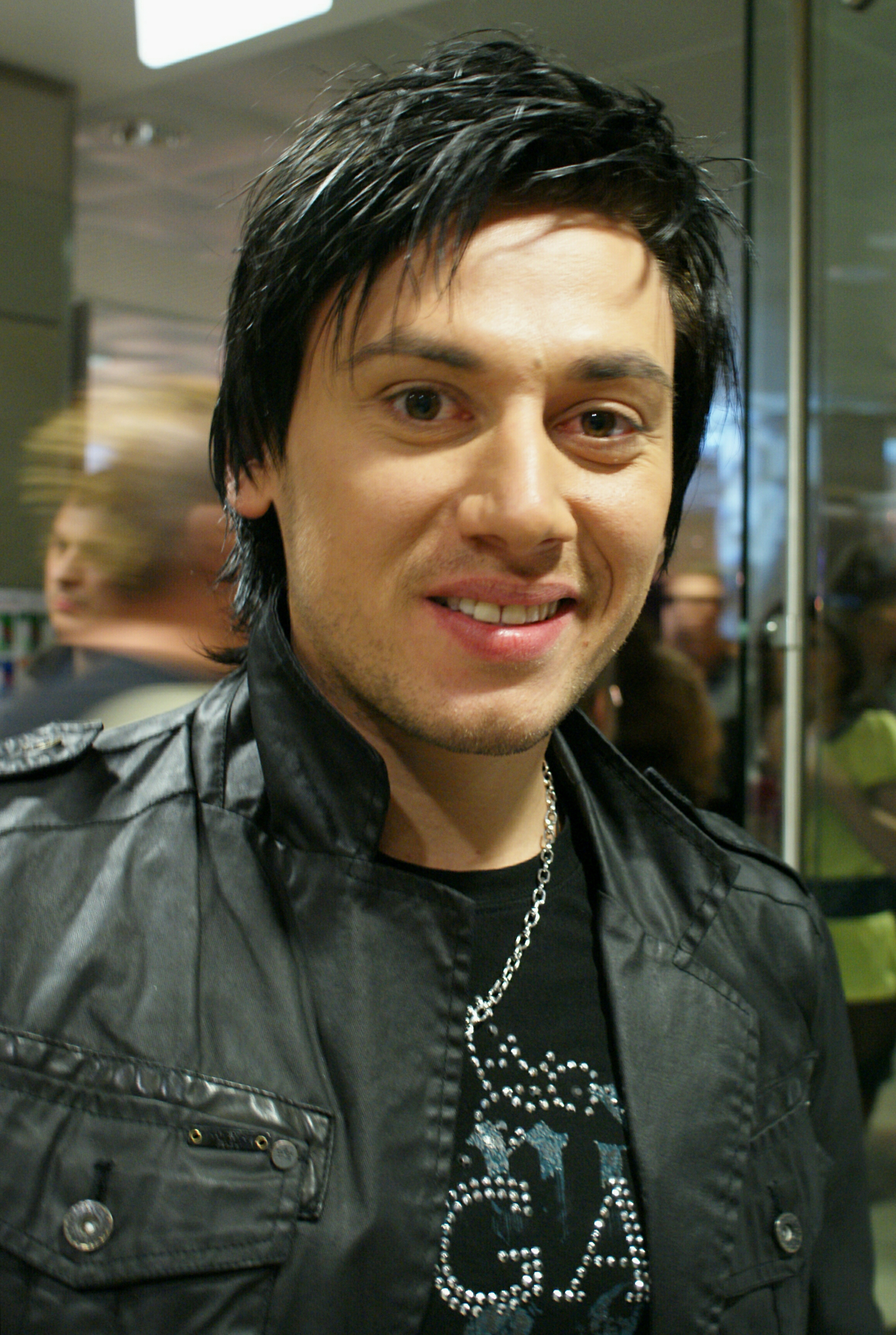
Ruslan Aljachno (2009)

Ruslan Aljachno (* 14. Oktober 1984 in Babrujsk; belarussisch Руслан Аляхно, russisch Руслан Алехно Ruslan Alechno) ist ein belarussischer Sänger. Er wurde im osteuropäischen Raum bekannt, nachdem er im Jahr 2004 als russisches Äquivalent zu Deutschland sucht den Superstar, Narodny Artist, profilieren konnte. Zuvor hatte er sich bereits in seinem Heimatland durch die Teilnahme an verschiedenen Festivals als erfolgreicher Sänger profiliert.

## Leben und Wirken
Im Jahr 2005 veröffentlichte er sein Debütalbum Rano ili posdno, das beim Label FBI-Music erschien. 2008 nahm er an der belarussischen Vorentscheidung zum Eurovision Song Contest teil. Mit dem Lied Hasta La Vista konnte er im Halbfinale am 21. Dezember 2007 zunächst die meisten Stimmen auf sich vereinen und qualifizierte sich fürs Finale. Dort entschied eine Jury über den Gewinner und wählte Aljachno aus. Er vertrat daraufhin Belarus beim internationalen Wettbewerb in Belgrad in Serbien, platzierte sich aber im zweiten Halbfinale nur als drittletzter, schaffte also die Qualifikation nicht. Er erhielt 27 Punkte, darunter zehn Punkte aus der Ukraine, was seine Höchstwertung darstellte.